# Diego Valeri
Diego Hernán Valeri (Valentín Alsina, 1 de mayo de 1986) es un exfutbolista argentino. Jugaba de mediocampista, y su último club fue el Club Atlético Lanús de la Primera División de Argentina.

## Biografía
Diego Valeri se destaca dentro de los futbolistas por no haber abandonado los estudios. Amante de la lectura, conoce el alemán, el portugués y el inglés, y es uno de los futbolistas más correctos a la hora de expresarse. Fue también integrante de un grupo de jóvenes franciscanos. 
Siempre ha mostrado su admiración por Maradona y Juan Román Riquelme, y contó que durante su experiencia como sparring con la selección mayor dirigida por Marcelo Bielsa no se atrevió a hablarle por vergüenza. 
Por sus movimientos al trasladar la pelota, ha sido comparado con jugadores de talla mundial, como el mismo Pablo Aimar o Frank Lampard. Se ha destacado actuando por el sector derecho, aunque también puede hacerlo tanto por la izquierda como junto a un mediocampista central defensivo, siempre con llegada al gol.
Realizó todas las divisiones inferiores en el Club Atlético Lanús. Debutó a los 17 años en el primer equipo el 27 de septiembre de 2003, de la mano de Miguel Ángel Brindisi, cuando su equipo empató en un gol con Vélez Sarsfield. Fue dirigido también, en esa primera etapa, por Néstor Gorosito, Carlos Ramacciotti y Ramón Cabrero. Allí se consagró campeón del Torneo Apertura 2007.
Tras su paso por Portugal y España, en el año 2011 regresó a Lanús, en donde compartió equipo con el experimentado Mauro Camoranesi. Con Gabriel Schurrer como entrenador, lograron el subcampeonato en el Torneo Clausura, y convirtió 8 goles.
Luego, a comienzos de 2013, pasó a los Portland Timbers, donde fue una de las figuras del equipo que participa de la Major League Soccer. En la temporada 2017 fue elegido como el mejor jugador (MVP) de la liga.
A comienzos de 2022, tras quedar libre, regresó a Lanús, donde se retiró.

## Clubes
| Club               | País           | Año       |
| ------------------ | -------------- | --------- |
| Lanús              | Argentina      | 2003-2013 |
| → Porto (cedido)   | Portugal       | 2009-2010 |
| → Almería (cedido) | España         | 2010      |
| Portland Timbers   | Estados Unidos | 2013-2021 |
| Lanús              | Argentina      | 2022      |

## Palmarés
| Título             | Club             | País           | Año    |
| ------------------ | ---------------- | -------------- | ------ |
| Primera División   | Lanús            | Argentina      | A-2007 |
| Copa de Portugal   | Porto            | Portugal       | 2010   |
| MLS Conference Cup | Portland Timbers | Estados Unidos | 2015   |
| MLS Cup            | Portland Timbers | Estados Unidos | 2015   |
| MLS is Back        | Portland Timbers | Estados Unidos | 2020   |

## Distinciones individuales
| Distinción          | Club             | País           | Temporada |
| ------------------- | ---------------- | -------------- | --------- |
| Mejor jugador (MVP) | Portland Timbers | Estados Unidos | 2017      |